# 弼喇什
弼喇什（？—1646年），博尔济吉特氏，喀喇沁部台吉，清朝初年蒙古族官员，贝勒布延的儿子。
天聪二年（1628年）二月，随父拜见皇太极。八月，献上财币驼马，跟随皇太极攻打察哈尔部，再跟随贝勒岳托征栋奎部，有战功。率属众归附后金，隶蒙古镶红旗，尚宗室女。崇德元年（1636年），授世职三等昂邦章京。崇德三年（1638年）、崇德六年，在张家口与明朝通市。顺治三年（1646年），以苏尼特部长腾机思作乱，跟随豫亲王多铎追击，在途中去世。子多爾濟，襲爵。改三等精奇尼哈番，恩詔進二等。乾隆初年，定封三等子。